# Knud Krogh
Knud Jepsen Krogh (født 1932) er en dansk arkæolog, der siden 1963 har været inspektør ved Nationalmuseet. Han har siden 1960'erne været et veletableret navn i kirkearkæologien, især mht. missionstidens trækirker. Han har desuden været knyttet til udforskningen af Jellingmonumenterne.